# メディオラヌム (列車)

1957年 - 1958年冬時点のTEE網におけるメディオラヌム（赤）

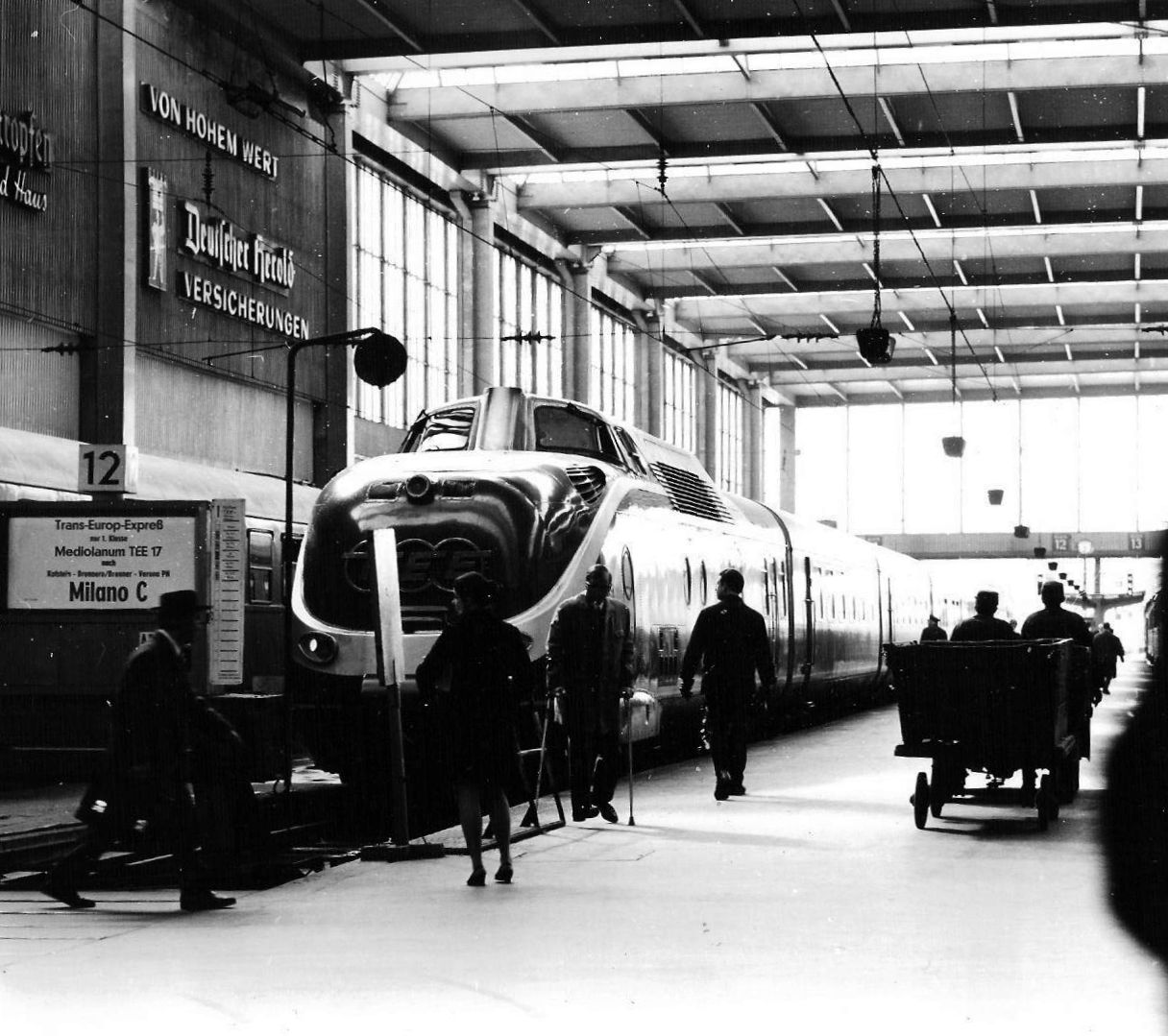
ミュンヘン中央駅に停車中のメディオラヌム（1970年）

「メディオラヌム」(Mediolanum) は西ドイツのミュンヘンとイタリアのミラノを結んでいた国際列車である。途中オーストリアのチロル州およびブレンナー峠を経由していた。
1957年にTEEとして運行を開始した。1984年にインターシティに変更されるとともにドイツ側の運行区間をドルトムントまで延長した。1987年にユーロシティになる際に「レオナルド・ダ・ヴィンチ」(Leonaldo da Vinci) と改名された。なお「メディオラヌム」という列車名は2001年にバーゼル - ミラノ間のインターシティとして復活している。
列車名はミラノのラテン語名に由来する。

## 歴史

### 前史

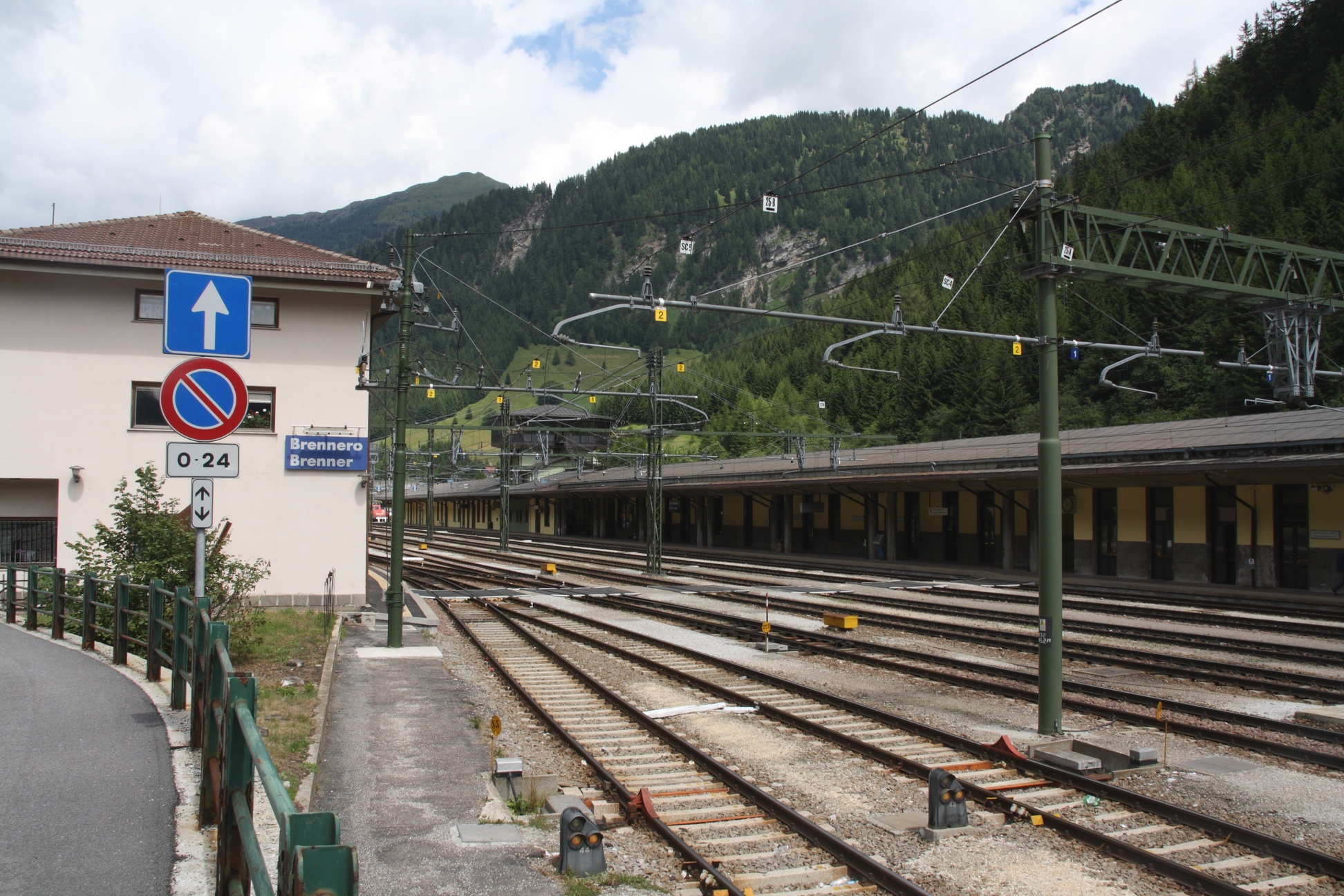
イタリア・オーストリア国境のブレンネロ（ブレンナー）駅（2010年）

現在のオーストリア・チロル州（北チロル）とイタリア・ボルツァーノ自治県（南チロル）の境界にあるブレンナー峠を越える鉄道が開通したのは1867年のことである。この路線はドイツなど中央ヨーロッパとイタリア、地中海とを結ぶ重要な幹線となった。最高地点の標高は1,370 m, 最急勾配は26 ‰であったが、長大トンネルは存在しなかった。
1957年のTEE導入以前、ミュンヘン - ミラノ間の最速列車は「アルペン・エクスプレス」(Alpen Express) で、所要時間はミラノ行きが10時間43分、ミュンヘン行きが10時間45分であった。

### TEE
1956年のヨーロッパ時刻表会議で、翌1957年からTEEの運行を始めることが決まり、そのうちの一つとしてミュンヘン - ミラノ間にイタリア国鉄ALn442-448気動車によるTEE「メディオラヌム」が設定されることになった。しかしイタリア国鉄がブレーダ社に発注していた車両の納入が遅れたため、6月2日のTEE発足には間に合わず、「メディオラヌム」が実際に運行を始めたのは10月15日となった。
運行開始時点での所要時間はミラノ行が7時間20分、ミュンヘン行が7時間34分と、TEE以前と比べ約3割短縮された。その後所要時間は徐々に短縮され、1960年にはミラノ行が7時間を切っている。
1960年代末になると、イタリアの気動車が他国のTEE用車両と比べ設備面で見劣りすることが問題視されるようになった。1968年の時刻表会議で、西ドイツ国鉄は「メディオラヌム」を廃止し、代わって西ドイツの国内TEEで、ミュンヘンで「メディオラヌム」と接続していた「ブラウエル・エンツィアン」（ハンブルク - ミュンヘン）をミラノまで延長することを提案した。イタリア国鉄はこれに反対し、将来は新型客車で置き換えることを約束するとともに、当面の措置として西ドイツ国鉄の601形（旧称VT11.5型）気動車で置き換えることに決まった。
601形気動車への置き換えは1969年6月1日のダイヤ改正で実施された。これは同改正でTEE「パリ・ルール」（パリ - ドルトムント）が客車列車化されたことにより、余った車両を利用したものである。601形は走行性能の面でも優れており、26 ‰の登り勾配を60 km/hで走ることができた。これにより所要時間は6時間48分、翌年には6時間39分にまで短縮された。
1972年にはイタリア国鉄の国際TEE用客車が完成し、8月20日から「メディオラヌム」は電気機関車牽引の客車列車となった。電化方式はブレンネロを境に北の西ドイツとオーストリアが交流15 kV・16 2/3 Hzで、南のイタリアは直流3 kVであり、ブレンネロ駅で機関車の交換が行なわれた。客車化によって所要時間はやや延びたが、それでもALn442/448型気動車の頃よりは短かった。

### インターシティ
1982年にはTEE「リーグレ」（ミラノ - マルセイユ - アヴィニョン）、「レマノ」（ミラノ - ジュネーヴ）が二等車を連結した国際インターシティに種別を変更し、「メディオラヌム」は唯一残ったイタリア国鉄車による国際TEEとなっていた。
1984年6月3日の夏ダイヤ改正で「メディオラヌム」もインターシティに変更され、同時に運行区間をドルトムント - ミュンヘン - ミラノ間に延長した。
1987年5月31日のユーロシティ発足とともに、「メディオラヌム」はユーロシティとなり、列車名も「レオナルド・ダ・ヴィンチ」と改められた。
その後「メディオラヌム」という列車名は2001年6月10日にバーゼル - ミラノ間の国際インターシティの名として復活したが、TEE時代の運行区間とは関係なく、使用車両もスイス国鉄のものであった。この列車は2004年12月12日にユーロシティに昇格するとともに、チザルピーノの運営になった。

### ミュンヘン - イタリア間のユーロシティ
ユーロシティ「レオナルド・ダ・ヴィンチ」は1991年夏ダイヤ改正でミュンヘン - ミラノ間に短縮された。この他、ブレンナー峠経由のミュンヘン - イタリア間にはユーロシティが以下のように新設された。
- 1988年夏：「ミケランジェロ」（Michelangelo, ミュンヘン - ローマ）
- 1990年夏：「ガルダ」（Garda, ミュンヘン - ヴェローナ）
- 1991年夏：「パガニーニ」（Paganini, ミュンヘン - ヴェローナ）
- 1995年夏：「ティエポロ」（Tiepolo, ミュンヘン - ヴェネツィア）

### 現況
2025年時点において、ブレンナー峠経由のドイツ・オーストリア・イタリア間の優等列車は、ユーロシティおよびレイルジェットにより以下の経路で運行されている。
- ミュンヘン - クーフシュタイン - インスブルック - ボルツァーノ - トレント - ヴェローナ - ボローニャ（夏季限定でリミニ経由アンコーナまで延長運転）
- ミュンヘン - クーフシュタイン - インスブルック - ボルツァーノ - トレント - ヴェローナ - ヴェネツィア

### 年表
- 1957年10月15日：TEE「メディオラヌム」、ミュンヘン - ミラノ間で運行開始。
- 1972年8月20日：客車列車化。
- 1984年6月3日：国際インターシティに種別変更、ドルトムント - ミュンヘン - ミラノ間に延長。
- 1987年5月31日：ユーロシティに種別変更、「レオナルド・ダ・ヴィンチ」と改名。

## 停車駅一覧
TEE時代の「メディオラヌム」の停車駅は以下の通り。
| 国           | 駅名                                                | 備考 |
| ------------ | --------------------------------------------------- | --- |
| 西ドイツ     | ミュンヘン中央駅                                    | |
| オーストリア | クーフシュタイン駅 Kufstein                         | |
| オーストリア | インスブルック中央駅 Innsbruck Hbf                  | |
| イタリア     | ブレンネロ駅 Brennero                               | |
| イタリア     | ボルツァーノ駅 Bolzano                              | |
| イタリア     | トレント駅 Trento                                   | |
| イタリア     | ロヴェレート駅 Rovereto                             | 1979年夏までは夏ダイヤ期間のみ停車。ただし1969年から1971年と1976年、1977年の夏は通過。1979年冬ダイヤ改正（9月30日）以降は通年停車。 |
| イタリア     | ヴェローナ・ポルタ・ヌオーヴァ駅 Verona Porta Nuova | |
| イタリア     | ブレシア駅 Brescia                                  | 1979年9月30日から停車。 |
| イタリア     | ミラノ中央駅                                        | |

## 車両・編成

### 気動車

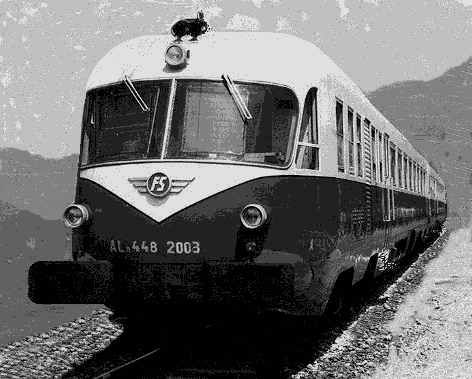
ALn 442/448型気動車

1957年の運行開始時点で用いられたのはイタリア国鉄所属のALn442-448気動車である。すべて一等開放座席車の2両固定編成で用いられており、定員は90名。また食堂車はなく厨房から各座席に直接食事が運ばれる方式で、空調設備は装備されていなかった。
1969年6月1日から、使用車両は西ドイツ国鉄の601型（旧称VT11.5型）気動車に代わった。これは7両編成で用いられたが、両端の2両は動力車で旅客のためのスペースはなく、客車は5両であった。また1両あたりの長さはイタリアの気動車より短かった。編成定員は122名で、食堂車も備えていた。
1969年当時、この車両はフランクフルト＝グリースハイム車両基地に所属していた。フランクフルト - ミュンヘン間の特急列車 (F-Zug)「インターシティE プリンツレゲント」と共通の運用が行なわれており、フランクフルト - ミュンヘン - ミラノ間を2日で一往復した。ただし「プリンツレゲント」はミュンヘン行はヴュルツブルク経由、フランクフルト行はシュトットガルト経由と、往復で経路が異なっていた。
1971年に西ドイツでインターシティの運行が始まってからも、「メディオラヌム」の車両はフランクフルトまたはヴィースバーデンとミュンヘンの間のインターシティと共通の運用とされた。この時期、車両は形式上はハンブルク＝アルトナ車両基地所属とされていたが、実際にはフランクフルトを拠点に運用されていた。

### 客車・機関車

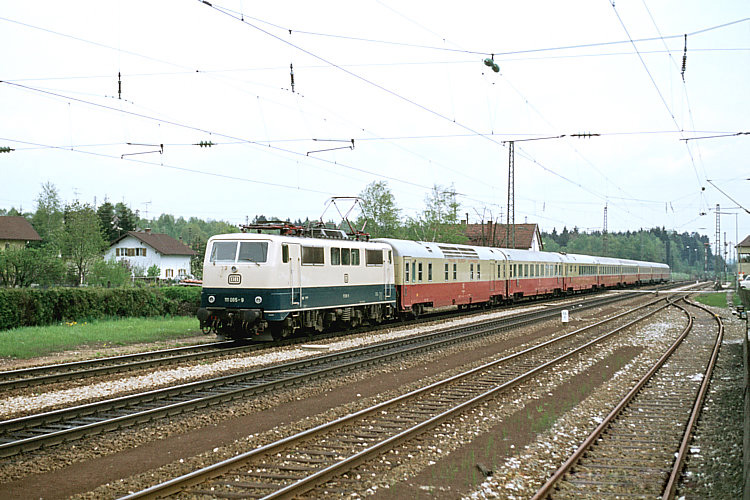
イタリアの客車で運転されるTEE「メディオラヌム」。牽引機は西ドイツ国鉄の111型。

1972年8月20日から、メディオラヌムの車両はイタリア国鉄の国際TEE用客車になった。編成は5両からなり、一等コンパートメント車2両、食堂車1両、一等開放座席車1両、荷物・電源車1両で、編成定員は144名であった。
牽引した電気機関車はブレンネロを境に、北のミュンヘン - ブレンネロ間は西ドイツ国鉄またはオーストリア連邦鉄道（オーストリア国鉄）の交流機関車、南のブレンネロ - ミラノ間はイタリア国鉄の直流機関車が充てられた。北側では当初西ドイツ国鉄の110型 (Baureihe 110) または112型機関車が用いられたが、1974年以降は西ドイツの111型 (Baureihe 111) またはオーストリア国鉄の1044型 (ÖBB 1044) となった。南側ではE.444型機関車 (E.444) が主に用いられたが、時期によってはE.646型 (E.646)、E.656型 (E.656)、E.632型、E.633型が牽引したこともある。